# Tenoria baldensis
Tenoria baldensis är en flockblommig växtart som beskrevs av Spreng.. Tenoria baldensis ingår i släktet Tenoria och familjen flockblommiga växter. Inga underarter finns listade i Catalogue of Life.